# Mary Parent
Mary Parent (1968) è una produttrice cinematografica statunitense, candidata a tre Premi Oscar al miglior film.

## Biografia
Negli anni '90 ha lavorato per la New Line Cinema. Nel febbraio 2011 ha co-fondato la società di produzione cinematografica Disruption Entertainment, la quale coproduce film con Legendary Pictures. In precedenza, era stata presidente del Worldwide Motion Picture Group della Metro-Goldwyn-Mayer. Successivamente, è anche stata presidente di produzione della Universal Pictures. Nel 2004, lei e Scott Stuber sono stati nominati vicepresidenti della produzione mondiale per la Universal Pictures. Nel 2005, la Universal firmò un accordo di produzione con il duo sotto il nome di Stuber/Parent Productions. Durante questo periodo, ha prodotto i film The Kingdom, Tu, io e Dupree, Role Models e A casa con i miei. In seguito, ha anche lavorato alla produzione di Pacific Rim di Guillermo del Toro, Noah di Darren Aronofsky e SpongeBob - Fuori dall'acqua di Paul Tibbitt e Mike Mitchell. Nel 2016 ha ricevuto la prima candidatura al Premio Oscar al miglior film per Revenant - Redivivo di Alejandro González Iñárritu. Ha ricevuto altre due categorie per lo stesso premio per Dune, nel 2022, e Dune - Parte due, nel 2025. 

## Filmografia

### Cinema
- Set It Off - Farsi notare (Set It Off), regia di F. Gary Gray (1996)
- Ancora più scemo (Trial and Error), regia di Jonathan Lynn (1997)
- Pleasantville, regia di Gary Ross (1998)
- Tu, io e Dupree (You, Me and Dupree), regia di Anthony e Joe Russo (2006)
- The Kingdom, regia di Peter Berg (2007)
- A casa con i miei (Welcome Home Roscoe Jenkins), regia di Malcolm D. Lee (2008)
- Role Models, regia di David Wain (2008)
- Pacific Rim, regia di Guillermo del Toro (2013)
- Noah, regia di Darren Aronofsky (2014)
- Godzilla, regia di Gareth Edwards (2014)
- SpongeBob - Fuori dall'acqua (The SpongeBob Movie: Sponge Out of Water), regia di Paul Tibbitt e Mike Mitchell (2015)
- Revenant - Redivivo (The Revenant), regia di Alejandro González Iñárritu (2015)
- Monster Trucks, regia di Chris Wedge (2016)
- Kong: Skull Island, regia di Jordan Vogt-Roberts (2017)
- Diverso come me (Same Kind of Different as Me), regia di Michael Carney (2017)
- Pacific Rim - La rivolta (Pacific Rim Uprising), regia di Steven S. DeKnight (2018)
- Pokémon: Detective Pikachu (Detective Pikachu), regia di Rob Letterman (2019)
- Godzilla II - King of the Monsters (Godzilla: King of the Monsters), regia di Michael Dougherty (2019)
- Enola Holmes, regia di Harry Bradbeer (2020)
- Godzilla vs. Kong, regia di Adam Wingard (2021)
- Dune, regia di Denis Villeneuve (2021)
- Bardo, la cronaca falsa di alcune verità (Bardo, falsa crónica de unas cuantas verdades), regia di Alejandro González Iñárritu (2022)
- Enola Holmes 2, regia di Harry Bradbeer (2022)
- The Toxic Avenger, regia di Macon Blair (2023)
- Dune - Parte due (Dune: Part Two), regia di Denis Villeneuve (2024)
- Godzilla e Kong - Il nuovo impero (Godzilla x Kong: The New Empire), regia di Adam Wingard (2024)
- Un film Minecraft (A Minecraft Movie), regia di Jared Hess (2025)

### Cortometraggi
- Carne y Arena, regia di Alejandro González Iñárritu (2017)

## Riconoscimenti
- Premio Oscar
  - 2016 - Candidatura al miglior film per Revenant - Redivivo
  - 2022 - Candidatura al miglior film per Dune
  - 2025 - Candidatura al miglior film per Dune - Parte due
- Premio BAFTA
  - 2016 - Miglior film per Revenant - Redivivo
  - 2022 - Candidatura al miglior film per Dune